# Pacto de París
El Pacto de París fue un acuerdo suscrito el 17 de abril de 1922, entre el rey Manuel II de Portugal y Adelgunda de Braganza, condesa de Bardi, regente de los derechos dinásticos de su sobrino Eduardo Nuño de Braganza. Dada la condición de exiliados de ambos, fue firmado por Lourenço de Jesus Maria José Vaz de Almada, conde de Almada y por Aires de Ornelas en representación de Manuel II y Eduardo Nuño respectivamente, a raíz de otro acuerdo conocido como Pacto de Dover.
El objetivo del tratado era determinar la posición de la Casa de Braganza en caso de una restauración de la monarquía en Portugal, aceptando un sistema de gobierno y, en caso de ausencia de un heredero, un sucesor elegido por las Cortes Generales de la Nación Portuguesa.